# Karel Roden
Karel Roden (* 18. května 1962 České Budějovice) je český herec, držitel Českého lva pro nejlepšího herce v hlavní roli za filmy Hlídač č. 47 a Masaryk.

## Životopis
Roden pochází z herecké rodiny, jeho otec i dědeček byli herci. Jeho matka byla zdravotní laborantka. V roce 1981 absolvoval studium na Střední průmyslové škole keramické v Bechyni. Během studií na střední škole se rozhodl podat přihlášku na DAMU. U přijímacích zkoušek dostal za úkol zahrát psa, jeho majitelkou mu měla být taktéž adeptka herectví Ivana Chýlková. Divadelní fakultu úspěšně absolvoval v roce 1985. Následovalo hraní v Divadle na Vinohradech, např. v představení Spartakus nebo Třetí zvonění. Další čtyři sezóny (1988–1992) hrál v Činoherním studiu v Ústí nad Labem. Poté měl možnost účinkovat na jevišti Národního divadla, kde zaujal ve hrách např. Rok na vsi, Médeia nebo Saténový střevíček. Po roce Národní divadlo opustil a vystupoval v Divadle Na zábradlí, Divadle na Starém Městě nebo v Divadle Labyrint. Roku 1993 po pracovním vytížení opustil divadelní scénu a rok pobýval v Anglii. Zde navštěvoval herecké kursy a zároveň se zdokonalil v angličtině. Krom toho se zabýval potiskem triček, aby měl dostatek peněz na pobyt.
Po návratu zpět do Česka se stal hercem na volné noze a hrál v řadě divadel. V roce 1998 byl za svou roli ve hře Úplné zatmění nominován v kategorii nejlepší herecký výkon a o rok později obdržel Cenu Alfréda Radoka za ztvárnění Bruna v inscenaci Velkolepý paroháč. V březnu 2013 namluvil audioknihu Nepodávej ruku číšníkovi – povídkové vyprávění o životních zvratech režiséra Jana Němce.
V roce 2024 obdržel ocenění Ambasador České republiky určené osobnostem šířící dobré jméno Česka ve světě.

## Filmová kariéra
Svou filmovou kariéru započal již v roce 1983 ve filmu Zámek nekonečno. O rok později se výrazněji dostal do povědomí diváků svou rolí Honzy ve snímku Jak básníci přicházejí o iluze. Roku 1987 si zahrál opět svou předešlou postavu Honzu ve třetím díle Jak básníkům chutná život. V tomtéž roce měl možnost obsadit roli kapitána Tůmy ve filmu Copak je to za vojáka…. Následující rok si zahrál v rodinném filmu Pan Tau. Následovaly filmy jako Čas sluhů, Kanárská spojka, Král Ubu či Pasti, pasti, pastičky. Roden si zahrál také v řadě pohádek, např. Princezna Fantaghiró 2, Dračí prsten, Pták Ohnivák nebo hororově ztvárněném dramatu Kytice.
V roce 1999 si vyzkoušel své první zahraniční angažmá a to v italsko-německé minisérii Piráti, kde hrál jednu z důležitých postav pirátské posádky. O rok později, po absolvování náročného konkursu na film 15 minut, se mu podařilo v tomto snímku úspěšně obsadit roli zločince Emila Slovaka. Po boku Roberta De Nira, který si ho údajně pro tento film sám vybral, tak měl možnost vrýt se do povědomí i zahraniční veřejnosti. Dále se objevil v amerických akčních filmech Blade 2 (kvůli silnému akcentu musel být v originálu dabován jiným hercem), Neprůstřelný mnich, Hellboy, v komedii Prázdniny pana Beana společně s Rowanem Atkinsonem nebo v akční komedii Rocknrolla. Ve filmu Zběsilý útěk hrál bratra ruského gangstera a despotického nevlastního otce jednoho z hlavních hrdinů.
Poté se vrátil do České republiky. Roku 2008 získal příležitost zahrát si hlavní postavu Josefa Douši ve snímku Hlídač č. 47, který získal tři České lvy za nejlepší střih, mužský herecký výkon v hlavní roli a mužský herecký výkon ve vedlejší roli. V roce 2011 obsadil roli Františka Šímy ve filmu Lidice. Jeho zatím poslední film je první česká hudební 3D komedie V peřině, kde si zahrál manžela Lucie Bílé.
Sedmkrát byl nominován na Českého lva za hlavní mužský herecký výkon a celkem čtyřikrát na cenu za vedlejší mužský herecký výkon, z jedenácti nominací tedy proměnil jen jedinou v roce 2008. Dvakrát byl nominován na Cenu české filmové kritiky – jedinou nominaci proměnil v roce 2010 za film Habermannův mlýn. V roce 2017 získal svého druhého Českého lva, a to v kategorii nejlepší herec v hlavní roli za film Masaryk.

## Zájmy
Mezi jeho hlavní zájmy patří malování, jízda na koni, vinařství a s tím spojená i vlastní značka vín.
Karel Roden koupil v prosinci 2006 zchátralý zámek Skrýšov v okrese Příbram, aby získal potřebné zázemí pro svůj chov koní. V následujících letech nechal zámek s přilehlým areálem postupně opravit a rekonstruovat.

## Divadelní angažmá
- 1985–1986 Divadlo na Vinohradech
- 1988–1992 Činoherní studio Ústí nad Labem
- 1992–1993 činohra Národního divadla
- Divadlo Komedie

## Filmy

### Film
| Rok  | Název                          | Role                  | Poznámka               |
| ---- | ------------------------------ | --------------------- | ---------------------- |
| 1983 | Zámek Nekonečno                |                       |                        |
| 1984 | Jak básníci přicházejí o iluze | Jan Antoš, „Honza“    |                        |
| 1986 | Můj hříšný muž                 |                       |                        |
| 1987 | Copak je to za vojáka…         | kapitán Tůma          |                        |
| 1987 | Hauři                          | Cyril                 |                        |
| 1987 | Jak básníkům chutná život      | Jan Antoš, „Honza“    |                        |
| 1988 | Pan Tau                        | Pavel                 |                        |
| 1988 | Sedem jednou ranou             |                       |                        |
| 1988 | Čekaní na Patrika              | Mirek                 |                        |
| 1989 | Čas sluhů                      | Milan                 |                        |
| 1989 | Masseba                        | vysoký mladík Honza   |                        |
| 1990 | Jen o rodinných záležitostech  | kapitán Stb           |                        |
| 1990 | Silnější než já                | vyšetřovatel Sárka    |                        |
| 1991 | Corpus delicti                 | Jaromír               |                        |
| 1992 | Zkouška paměti                 | Matyáš                |                        |
| 1992 | Don Gio                        | Don Gio               |                        |
| 1993 | Kanárská spojka                | Don Giovanni          |                        |
| 1994 | Hrad z písku Dračí Prsten      | cizinec Lisandro      |                        |
| 1995 | Ve svém bytě bydlím sám        |                       | studentský film        |
| 1996 | Král Ubu                       | kapitán Obruba        |                        |
| 1997 | Crackerjack 2                  | Hans Becker           |                        |
| 1997 | Pták ohnivák                   | Skeleton              |                        |
| 1998 | Pasti, pasti, pastičky         | Dr. Marek             |                        |
| 1998 | Čas dluhů                      | Milan                 |                        |
| 1999 | Dvojrole                       | chirurg               |                        |
| 1999 | Kuře melancholik               | otec                  |                        |
| 1999 | Praha očima...                 | Petr                  |                        |
| 2000 | Kytice                         | mrtvý                 | balada Svatební košile |
| 2000 | Oběti a vrazi                  | Miroslav              |                        |
| 2001 | 15 minut                       | Emil Slovák           |                        |
| 2001 | Paralelní světy                | Kryštof               |                        |
| 2002 | Blade 2                        | Kounen                |                        |
| 2002 | Bratři                         |                       |                        |
| 2002 | Sen                            | Karel                 | krátkometrážní film    |
| 2003 | Neprůstřelný mnich             | Strucker              |                        |
| 2003 | Mazaný Filip                   |                       |                        |
| 2004 | Bournův mýtus                  | Gretkov               |                        |
| 2004 | Hellboy                        | Grigorij Rasputin     |                        |
| 2004 | Vaterland – Lovecký deník      | Richard Czadsky       |                        |
| 2004 | Rex-patriates                  |                       |                        |
| 2005 | Stůj, ten mobil není tvůj      | Dragan                |                        |
| 2005 | Sklapni a zastřel mě           | Pavel Zeman           |                        |
| 2005 | The Last Drop                  | seržant Hans Beck     |                        |
| 2006 | Smrti napospas                 | Nikolai               |                        |
| 2006 | Zběsilý útěk                   | Anzor Yugorsky        |                        |
| 2006 | Letní láska                    | cizinec               |                        |
| 2007 | Prázdniny pana Beana           | Emil                  |                        |
| 2007 | Bestiář                        | Alex                  |                        |
| 2007 | Tajnosti                       | Richard               |                        |
| 2008 | Bathory                        | Thurzo                |                        |
| 2008 | Hlídač č. 47                   | Josef Dousa           |                        |
| 2008 | Largo Winch                    | Mikhail Korsky        |                        |
| 2008 | RocknRolla                     | Uri Omovich           |                        |
| 2009 | Holka Ferrari Dino             |                       |                        |
| 2009 | Holy Money                     | Slender Man           |                        |
| 2009 | Jménem krále                   | Oldřich z Chlumu      |                        |
| 2009 | Oko ve zdi                     | Vincent               |                        |
| 2009 | Orphan                         | Dr. Varava            |                        |
| 2010 | Habermannův mlýn               | Karel Březina         |                        |
| 2010 | Heart Beat 3D                  |                       |                        |
| 2011 | Není kam utéct                 | Darko                 |                        |
| 2011 | Alois Nebel                    | němý                  |                        |
| 2011 | Cat Run                        | Daniel Carver         |                        |
| 2011 | Lidice                         | František Šíma        |                        |
| 2011 | Perfidia                       | Grawienko             | studentský film        |
| 2011 | V peřině                       | tatínek               |                        |
| 2012 | Signál                         | Pilka                 |                        |
| 2012 | Čtyři slunce                   | Karel                 |                        |
| 2013 | Frankenstein's Army            | sluha Viktor          |                        |
| 2013 | Petrolejové lampy              |                       | divadelní záznam       |
| 2014 | Krásno                         | Kos                   |                        |
| 2015 | Rodinný film                   | Igor                  |                        |
| 2015 | Fotograf                       | Jan Saudek            |                        |
| 2015 | Angel                          | Stevens               |                        |
| 2015 | Sword of Vengeance             | Durant                |                        |
| 2016 | Masaryk                        | Jan Masaryk           |                        |
| 2016 | Nikdy nejsme sami              |                       |                        |
| 2016 | Vlk z Královských Vinohrad     | vypravěč (pouze hlas) |                        |
| 2017 | Křižáček                       | otec                  |                        |
| 2018 | Zlatovláska                    |                       |                        |
| 2019 | Promlčeno                      |                       |                        |
| 2019 | Skleněný pokoj                 | Von Abt               |                        |
| 2020 | 3Bobule                        |                       |                        |
| 2021 | Il Boemo                       |                       |                        |
| 2022 | Jan Žižka                      | Václav IV.            |                        |
| 2023 | Tancuj, Matyldo                |                       |                        |

### Televize
| Rok        | Název                        | Role                   | Poznámka                 |
| ---------- | ---------------------------- | ---------------------- | ------------------------ |
| 1982       | Kvůli mně přestane           | Jarda                  | TV film                  |
| 1982       | Samé jedničky                |                        | TV film                  |
| 1983       | Kmotři z blat                |                        | TV film                  |
| 1983       | Ohnivé ženy                  | rybář Ferda            | TV film                  |
| 1984       | Nejdelší návrat              |                        | TV film                  |
| 1985       | Pusu, pusu, pusu!            | Pavel                  | TV film                  |
| 1986       | Malý pitaval z velkého města |                        | 1 díl (Valutová příhoda) |
| 1988       | Rodáci                       |                        |                          |
| 1988       | Druhý dech                   |                        |                          |
| 1999       | Červený bedrník              | Figaro                 | 1 díl (A King's Ransom)  |
| 1999       | Piráti                       | Manomorta              | 4 díly                   |
| 2001       | Černí andělé                 |                        | 1 díl (May Day)          |
| 2001       | Věrní abonenti               | Richard                | TV film                  |
| 2002       | MI5                          | Miroslav Gradic        | 1 díl (2x01)             |
| 2006       | Krásný čas                   | Jáchym                 | TV film                  |
| 2007       | Trapasy                      |                        |                          |
| 2007       | Vánoční příběh               | Karel                  | TV film                  |
| 2009       | The Philanthropist           | Bayonee / Krivosheenko | 1 díl (Paris)            |
| 2011–dosud | Terapie                      | Marek Pošta            | 80 dílů                  |
| 2012       | Pohřešovaný                  | Azimoff                | 4 díly                   |
| 2013       | Nesprávní chlapci            | Marat Malankovic       | 2 díly                   |
| 2013–2014  | Bez hranic                   | Lev Marianski          | 3 díly                   |
| 2014       | Vinaři                       | architekt Petr Křižan  | 2 díly                   |
| 2016       | Zločin v Polné               | Tomáš Garrigue Masaryk | TV film                  |
| 2018       | McMafia                      | Karel Beneš            | 5 dílů                   |
| 2018       | Princip slasti               | Viktor                 | 8 dílů                   |

## Umělecká ocenění
| Rok  | Film              | Cena                       | Kategorie      | Výsledek |
| ---- | ----------------- | -------------------------- | -------------- | -------- |
| 1996 | Král Ubu          | Český lev                  | Vedlejší herec | nominace |
| 1999 | Kuře melancholik  | Český lev                  | Hlavní herec   | nominace |
| 2000 | Oběti a vrazi     | Český lev                  | Hlavní herec   | nominace |
| 2001 | Paralelní světy   | Český lev                  | Hlavní herec   | nominace |
| 2007 | Tajnosti          | Český lev                  | Hlavní herec   | nominace |
| 2008 | Tajnosti          | Slnko v sieti              | Nejlepší herec | nominace |
| 2008 | Hlídač č. 47      | Český lev                  | Hlavní herec   | výhra    |
| 2010 | Habermannův mlýn  | Český lev                  | Hlavní herec   | výhra    |
| 2010 | Habermannův mlýn  | Ceny české filmové kritiky | Vedlejší herec | výhra    |
| 2010 | Bathory           | Slnko v sieti              | Nejlepší herec | nominace |
| 2011 | Lidice            | Český lev                  | Hlavní herec   | nominace |
| 2011 | Alois Nebel       | Český lev                  | Vedlejší herec | nominace |
| 2012 | Čtyři slunce      | Český lev                  | Vedlejší herec | nominace |
| 2012 | Čtyři slunce      | Ceny české filmové kritiky | Vedlejší herec | nominace |
| 2014 | Krásno            | Český lev                  | Vedlejší herec | nominace |
| 2014 | Fotograf          | Český lev                  | Hlavní herec   | nominace |
| 2016 | Nikdy nejsme sami | Český lev                  | Hlavní herec   | nominace |
| 2016 | Rodinný film      | Ceny české filmové kritiky | Nejlepší herec | nominace |
| 2016 | Masaryk           | Český lev                  | Hlavní herec   | výhra    |
| 2017 | Masaryk           | Slnko v sieti              | Nejlepší herec | výhra    |
| 2017 | Masaryk           | Ceny české filmové kritiky | Nejlepší herec | výhra    |
| 2017 | Křížáček          | Ceny české filmové kritiky | Hlavní herec   | nominace |
| 2017 | Křížáček          | Český lev                  | Hlavní herec   | nominace |
| 2023 | Tancuj, Matyldo   | Ceny české filmové kritiky | Nejlepší herec | výhra    |

## Rozhlas
- 2007 Jana Knitlová: Fitzgeraldovi – Takový krásný pár, hra ze života F. S. Fitzgeralda a jeho manželky Zeldy, role: Francis Scott Fitzgerald, režie Karla Sturmová-Štaubertová, 2007.[8]

## Počítačové hry, výběr
- 2008 Grand Theft Auto IV (Mikhail Faustin)